# Cathédrale Saint-Michel de Coventry
Cette  cathédrale n’est pas la seule cathédrale Saint-Michel.
La cathédrale Saint-Michel de Coventry est une cathédrale anglicane située à Coventry, dans les Midlands de l'Ouest, en Angleterre. Elle est l'église-mère du diocèse de Coventry.
La ville a eu trois cathédrales. La première était Sainte-Marie, un prieuré, dont quelques ruines subsistent. La seconde était Saint-Michel, une église de communion anglicane qui fut appelée cathédrale par la suite. De cette cathédrale subsiste la structure extérieure, après qu'elle fut bombardée durant la Seconde Guerre mondiale. La troisième est la nouvelle cathédrale Saint-Michel construite après la destruction de la précédente. Cette cathédrale célèbre l'architecture du XXe siècle.

## Le prieuré Sainte-Marie
La première cathédrale de Coventry était le « prieuré Sainte-Marie ». La cathédrale conserva ce statut de 1095 à 1102, quand l'évêque Robert de Limesey transféra l'évêché de Lichfield à Coventry. En 1539, le siège épiscopal fut victime de la dissolution des monastères orchestrée par le roi Henri VIII.
Jusqu'en 1095, il s'agissait d'un petit monastère bénédictin construit en 1043 avec les fonds d'une dotation du comte Leofric et de lady Godiva. À la suite de transformations menées jusqu'au XIIIe siècle, une cathédrale d'une longueur de 130 m vit le jour, comprenant de nombreuses annexes importantes. Leofric a probablement été enterré dans l'église originale saxonne de Conventry. Cependant des écrits suggèrent que Godiva ait été enterrée à l'abbaye d'Evesham, aux côtés de son confesseur, le prieur Aefic.

## La cathédrale Saint-Michel

### Le premier édifice
L'église Saint-Michel a été en grande partie construite entre la fin du XIVe siècle et le début du XVe siècle. C'était la plus grande église paroissiale d'Angleterre jusqu'en 1918 quand elle obtint le statut de cathédrale lors de la création du diocèse de Coventry.. Cette cathédrale est maintenant en ruines à la suite de son bombardement par la Luftwaffe allemande le 14 novembre 1940. Le mur externe et la tour sont les seuls vestiges. Les ruines de cette ancienne cathédrale sont restées terre sanctifiée. Une croix faite de clous de l'ancienne cathédrale a été offerte à l'église du Souvenir de Berlin (Kaiser-Wilhelm-Gedächtniskirche), qui a été détruite par les bombardements des troupes alliées. Cette croix est conservée comme vestige auprès d'un bâtiment plus récent.
Une copie de la Madone de Stalingrad dessinée en décembre 1942 par Kurt Reuber à Stalingrad (maintenant Volgograd) est exposée dans les cathédrales de chacune des trois villes en signe de réconciliation des trois pays qui étaient par le passé des ennemis. La croix a également été portée par tous les navires de guerre britanniques portant le nom de HMS Coventry.

### L'édifice actuel
La nouvelle cathédrale Saint-Michel a été construite à côté des ruines de l'ancienne sur base d'un projet de Basil Spence et Arup. Elle est répertoriée comme monument classé.
Basil Spence (plus tard anobli pour ce travail) a insisté sur le fait qu'au lieu de reconstruire l'ancienne cathédrale celle-ci devait être conservée en ruines comme jardin du souvenir. La nouvelle cathédrale devait être construite tout contre l'ancienne, pour ne plus former qu'un seul ensemble. Un concours d'architecture avait été lancé en 1950. Le projet de Spence a été sélectionné parmi plus de deux cents projets.
La première pierre de la nouvelle cathédrale a été posée le 23 mars 1956 par la reine Élisabeth II. Elle a été consacrée le 25 mai 1962, le même jour que la nouvelle église du Souvenir de Berlin. Le War Requiem de Benjamin Britten, composé pour l'occasion y a été joué pour la première fois le 30 mai pour marquer sa consécration. Comme sa contrepartie allemande à Berlin, sa conception moderne a suscité énormément de discussions, mais lors de son ouverture au public elle est devenue rapidement un important symbole de la réconciliation dans l'Angleterre d'après-guerre.
Sa flèche non conventionnelle a été posée par hélicoptère sur une plateforme. L'intérieur est renommé pour sa grande tapisserie au-dessus de l'autel représentant le Christ en majesté, conçue par Graham Sutherland. La tapisserie, réalisée entre 1959 et 1962 selon l'ancienne technique d'Aubusson est la plus grande du monde tissée d'un seul tenant,,. Un autre élément marquant est constitué par le vitrail abstrait entourant son baptistère. Créé par John Piper, ce vitrail est composé de 195 carreaux allant du blanc aux couleurs profondes.
En outre, sa grande fenêtre occidentale est remarquable. Connue sous le nom de Screen of Saints and Angels et créée par John Hutton, celle-ci est gravée directement en style expressionniste dans la vitre. Sa dénomination de grande fenêtre occidentale signifie qu'elle est à l'ouest liturgique par rapport à l'autel, qui est traditionnellement à l'extrémité est. Dans cette cathédrale, l'autel est géographiquement à l'extrémité nord et la grande fenêtre occidentale est (géographiquement) au sud.

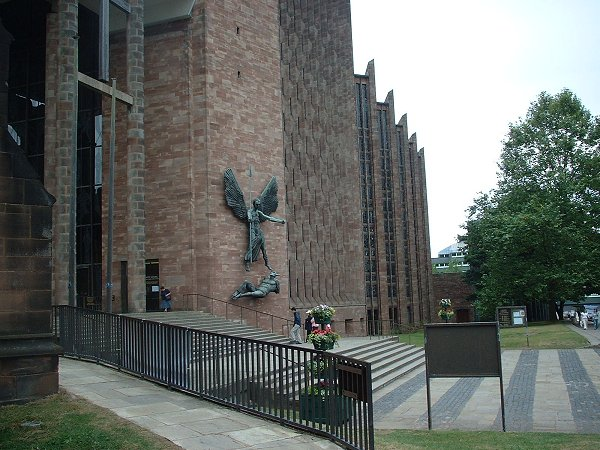
L'extérieur de la nouvelle cathédrale.
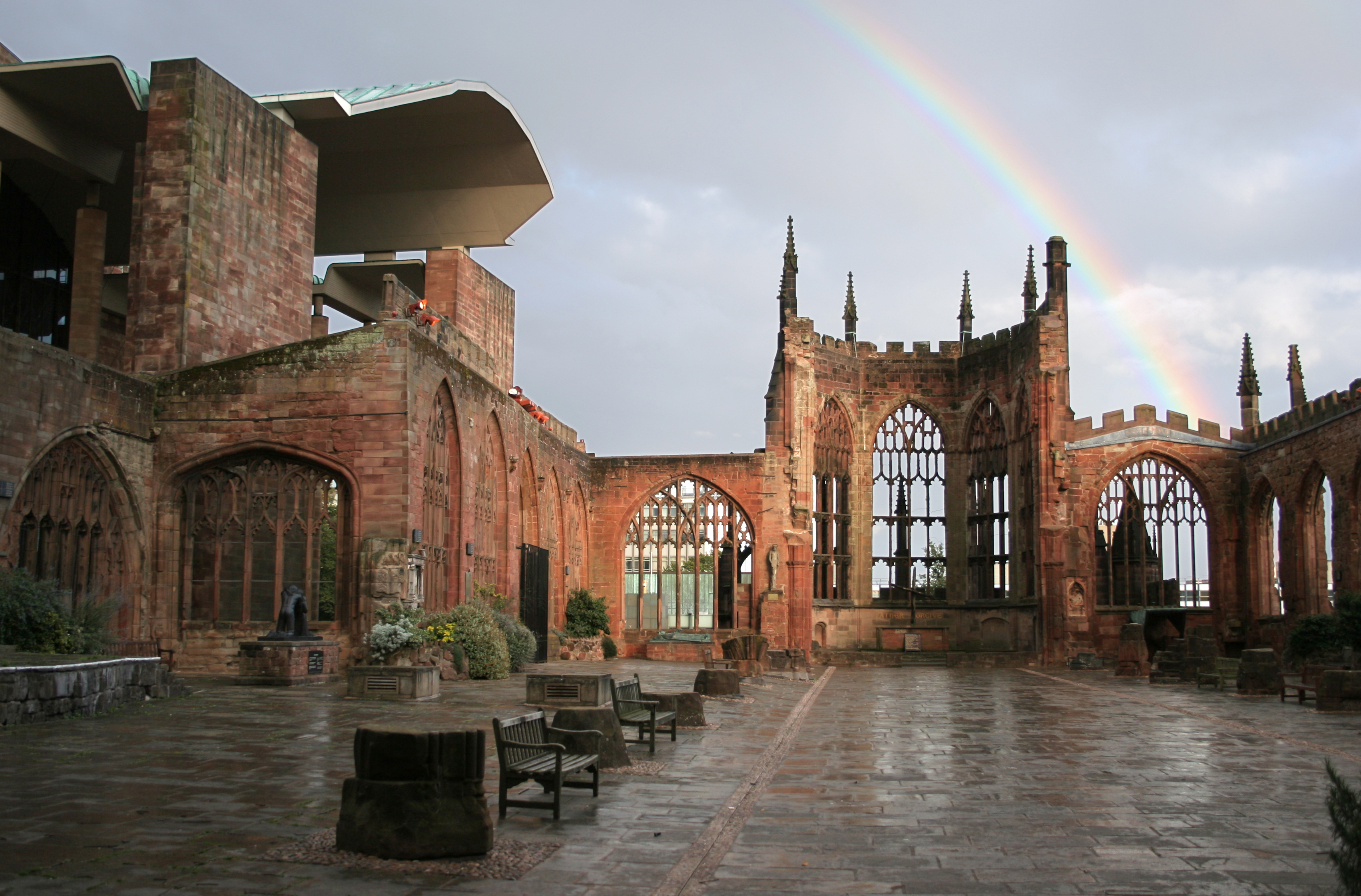
Les ruines sans toit de l'ancienne cathédrale (au fond la "Charred cross").
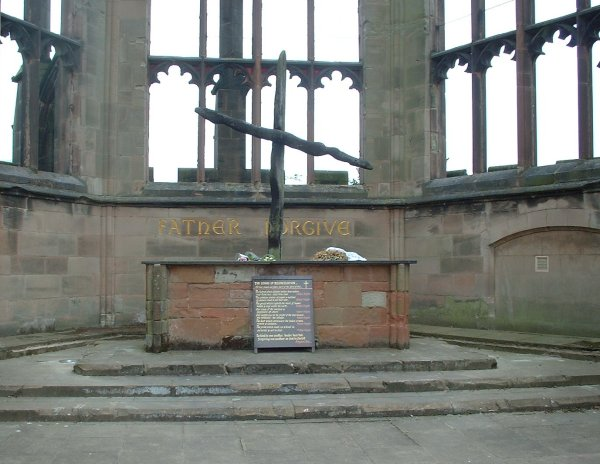
Gros plan de la "Charred cross"
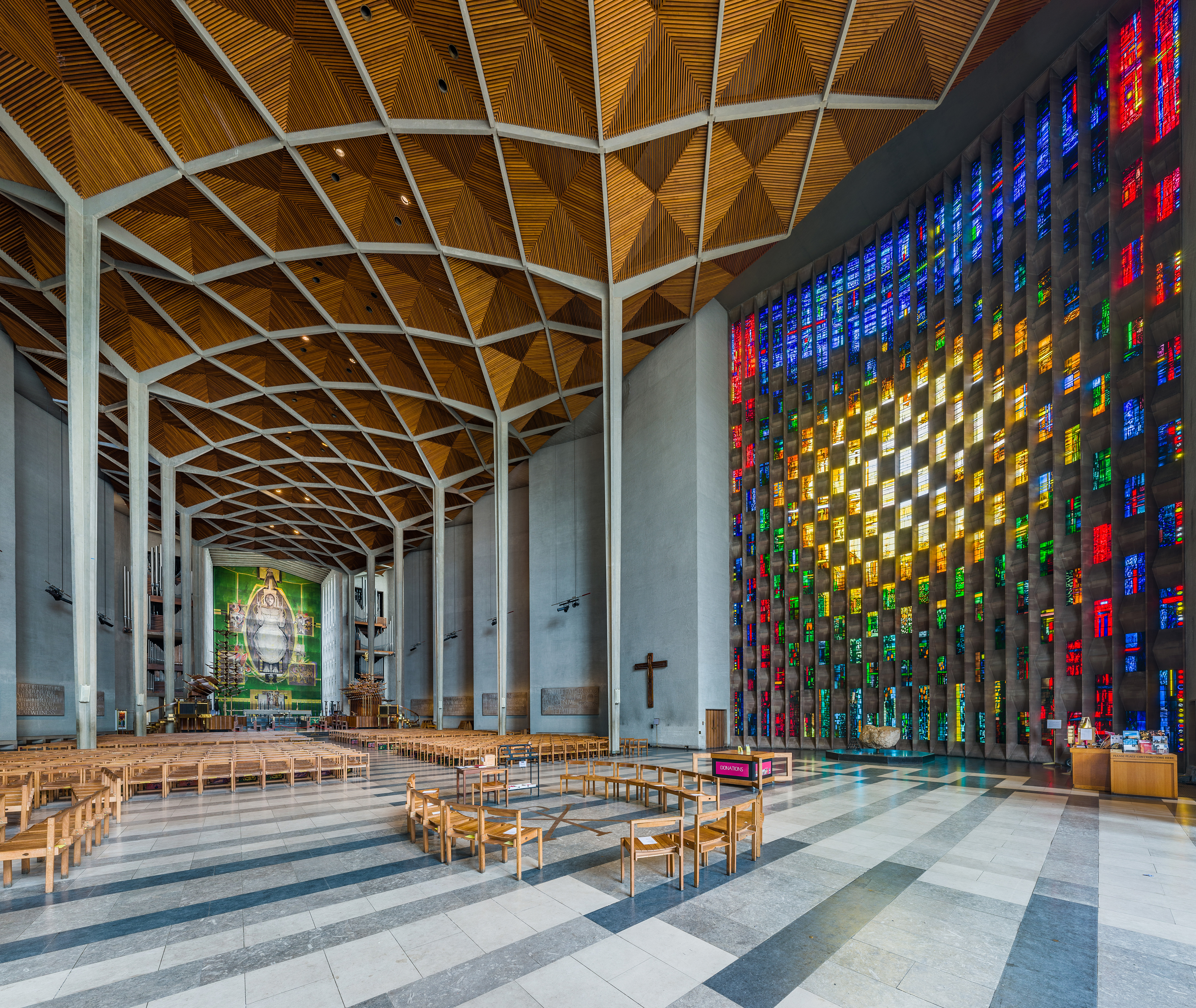
L'intérieur de la nouvelle cathédrale.
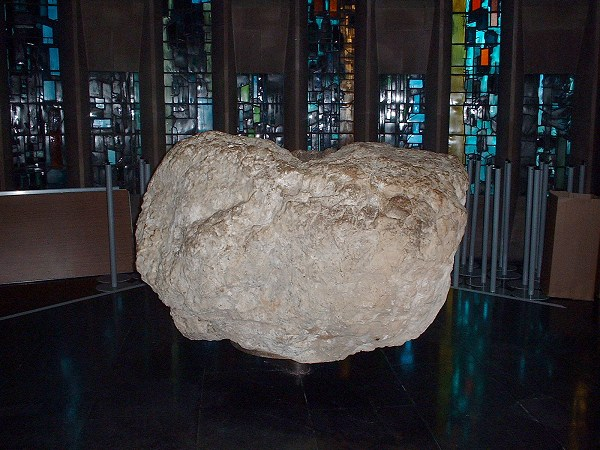
Les fonts baptismaux (un rocher de Bethléem).
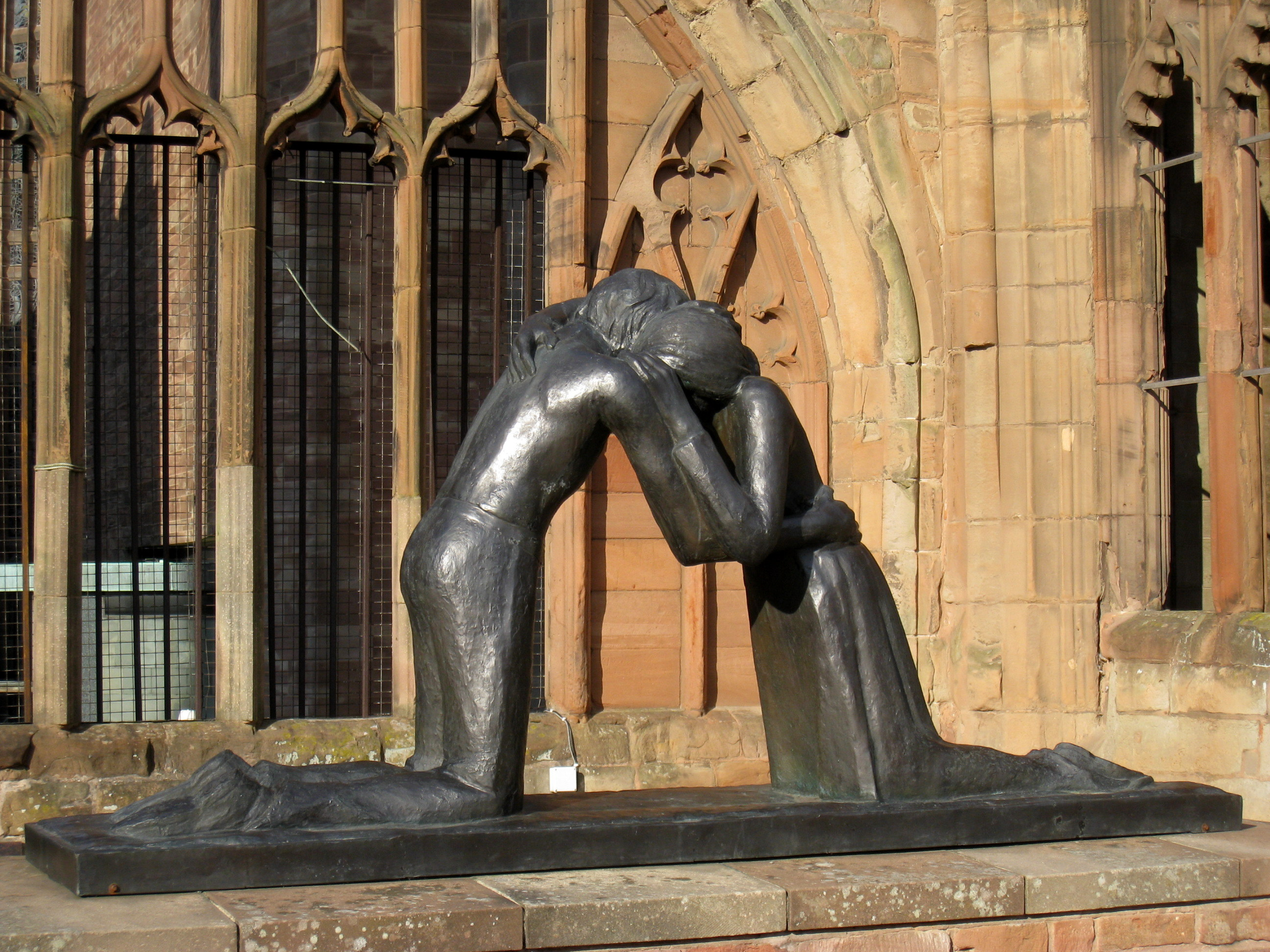
La Réconciliation par Josefina de Vasconcellos.

## Croix charbonnée et Croix de clous
Après le bombardement de 1940, un des premiers gestes des habitants de Coventry, remarquant deux faisceaux de bois brûlé de la charpente entrecroisés, a été de les attacher, en faisant une croix maintenant appelée charred cross. L'autel de la cathédrale brûlée porte une copie de cette croix tandis que l'original est à l'abri dans un escalier voisin.
Une autre croix, la croix de clous, a été créée par un évêque à la cathédrale de Coventry à partir de trois clous de la charpente après que la cathédrale fut bombardée pendant l'attaque éclair (Blitz) de Coventry au cours de la Seconde Guerre mondiale. Elle est devenue un symbole de paix et de réconciliation à travers le monde. Il existe des Centres de Croix de Clous partout dans le monde, y compris à la Coventry Blue Coat Church de l'école anglaise.